# Método audiolingual
O método audiolingual é um dos diversos métodos existentes para o ensino de língua estrangeira, cujo objetivo é levar o aprendiz a comunicar-se na língua em estudo através do condicionamento e da formação de novos hábitos lingüísticos.
Uma das premissas básicas do método é que primeiro o aluno deve exercitar as habilidades orais (ouvir e falar), e só posteriormente, em uma segunda fase, as habilidades escritas (ler e escrever). Isso porque o aprendiz só pode ser exposto à escrita quando os padrões da língua oral já estiverem internalizados e automatizados.
A maior ênfase é nas estruturas lingüísticas, que são apresentadas em ordem de complexidade (scaffolding), cuja aprendizagem se dá por repetição e imitação. No nível elementar o vocabulário é limitado e controlado, para evitar a ocorrência de erros. Esse método baseia-se na teoria behaviorista ou comportamental (estímulo - resposta), e como tal, o erro é um reforço negativo a ser evitado.
Numa típica lição audiolingual, um diálogo é apresentado frase a frase; os alunos as repetem individualmente e em coro, até que o diálogo seja memorizado. As amostras de linguagem são cuidadosamente escolhidas, sendo dada preferência a áudios gravados por falantes nativos, pois a amostra deve ser “perfeita”. A pronúncia nativa é exaltada e buscada a todo custo.
Recortes do diálogo são selecionados como “modelos” para exercícios de repetição e substituição, chamados “drills”.
Não há momentos de reflexão sobre gramática, pois se acredita que nesse método o aprendiz aprende por indução e pela repetição, e não por análises e explicações gramaticais.
A vantagem normalmente associada com o uso desse método é a aprendizagem acelerada, comprovada com o uso nas forças armadas americanas na Segunda Guerra Mundial, para o ensino das línguas européias aos soldados que partiam para as frentes de batalha.